# Plàcid Soler i Bordas
Plàcid Soler i Bordas (Barcelona, 22 de novembre de 1903 - 14 de juliol de 1964) fou un jugador d'escacs català. Fundà la revista Els Escacs a Catalunya, que dirigí durant deu anys. Impulsà la creació del Torneig Nacional de Barcelona, organitzat pel Club Escacs Barcelona el 1926, en què participaren jugadors com Golmayo, Rey Ardid o Lafora.
S'inicià a l'Escola del Mar, i fou soci fundador del Club Escacs Barcelona (1921) i del Escacs Comtal Club (1923). Es proclamà campió de Catalunya individual (1924, 1931) i per equips amb el CE Barcelona (1921, 1922, 1923) i el Comtal EC (1924, 1925, 1931, 1933, 1940, 1944, 1950, 1951). Soler ha participat, representant Espanya, en tres Olimpíades d'escacs en els anys 1927, 1930 i 1931, amb un resultat de (+7 =14 –26), per un 29,8% de la puntuació. El seu millor resultat el va fer a l'Olimpíada del 1930 en puntuar 8 de 16 (+5 =6 -5), amb el 50,0% de la puntuació.